# 織田政権
織田政権（おだせいけん）とは、安土桃山時代の日本の武家政権。織田信長が政権を獲得していた1573年（天正元年）あるいは1568年（永禄11年）から1585年（天正13年）まで成立していた。

## 名称
信長がその生涯をかけて築いた政治権力は、研究上、一般に「織田政権」という用語で表される。この「政権」という用語が使われる背景には、信長の権力が従来の戦国大名権力とは異質な面をもち、近世の統一権力の先駆けとなったという考え方がある。
歴史学者の朝尾直弘は戦国大名権力との相違点を強調して「信長政権」という用語を使用しており、脇田修も一定の限界を指摘しつつも統一政権の先駆けとなった面を評価して「織田政権」という用語を使用している。他方で、2000年には立花京子が、信長の個性を重視するとともに、勝者の立場を前提とする「統一政権」という言葉を避けるべきという観点から、「織田政権」ではなく「信長権力」と表現している。2010年の戦国史研究会開催のシンポジウムでは、「織田権力」という呼称が使われたが、これは信長の権力と従来の戦国大名権力との共通点を強調するという意味で用いられている。そのほか、藤田達生は、信長の権力の在り方について、信長の実質的な将軍就任があったと見て、「安土幕府」と位置づけている。
このように、信長の権力の捉え方の多様化にともない、様々な呼称が使用されている。平井上総によれば、これらは観点の違いによるものであり、いずれかの呼称が適切だというものではない。以降、便宜上、「織田政権」という呼称を使用することとする。

## 段階
政権の段階規定には評価により種々あるが、三鬼清一郎は織田政権を次の3期に分けて分類している。
1. 第 1期：1568年（永禄11年）9月までの濃尾平野を基盤とする地方政権の段階。
2. 第 2期：1573年（元亀4年/天正元年）7月の将軍足利義昭追放までの室町幕府の将軍権威を利用していた段階。
3. 第 3期：1582年（天正10年）6月の本能寺の変で信長が自害するまでの朝廷権威を利用していた段階。

## 歴史

### 政権確立

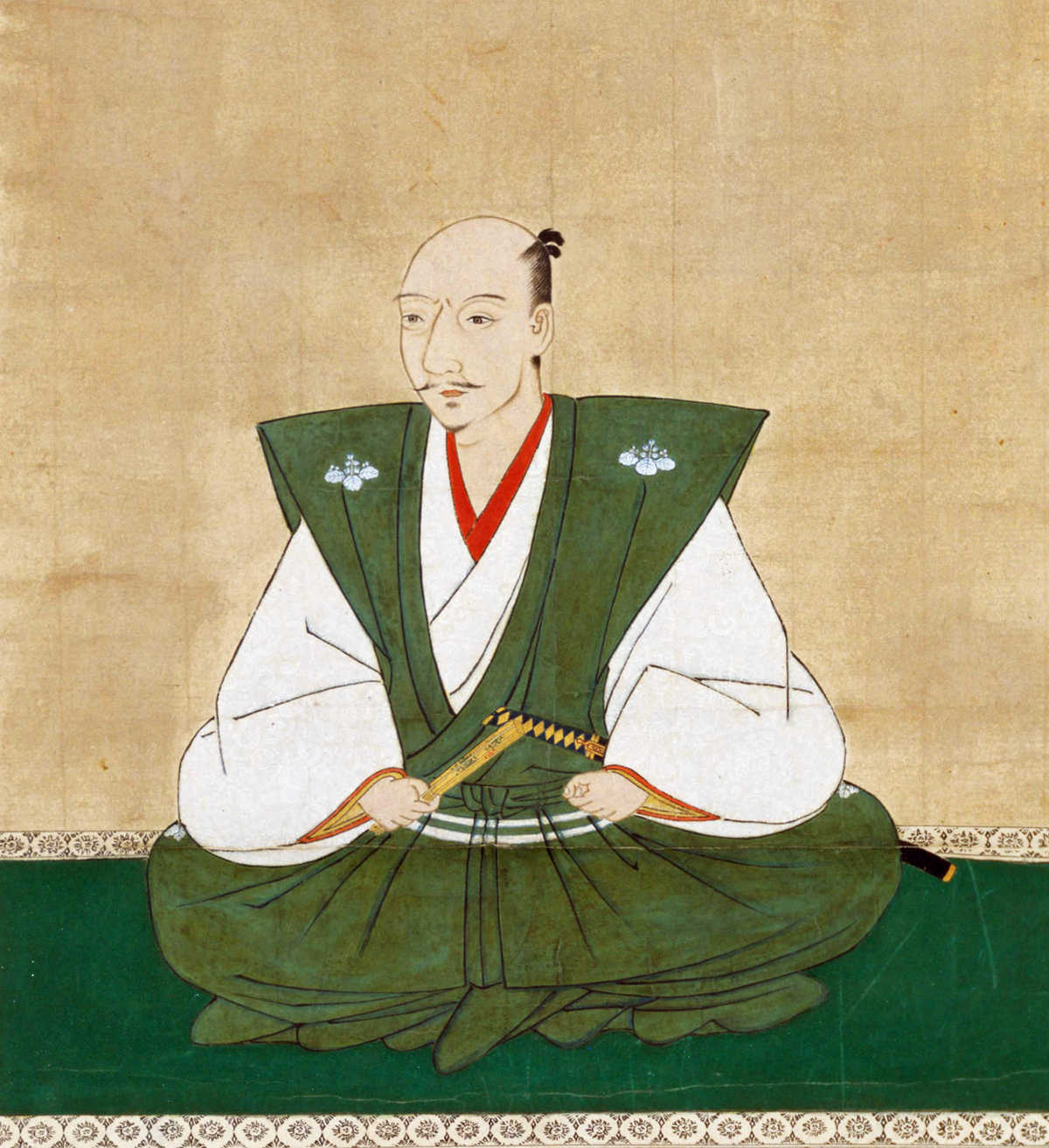
織田信長

永禄3年（1560年）5月に織田信長は今川義元を桶狭間の戦いで破り、8年後の永禄11年（1568年）に美濃を支配下に置くと、前将軍・足利義輝の弟・義昭を奉じて上洛し、それまで京都で政権を確立していた三好政権の構成員を追放、あるいは屈服させることに成功した。これにより、信長は足利義昭を室町幕府の第15代将軍に擁立し、自らはその後見人として政権を確立した。
その後、織田信長は伊勢の北畠具教、河内の三好義継、大和の松永久秀ら、畿内における諸大名を支配下に置き、畿内に一大勢力圏を築くに至った。

### 政権の危機
永禄12年（1569年）1月、信長が義昭の行動を制限する「殿中御掟」を成立させると、両者の対立が顕在化し始めた。ただし、信長が「殿中御掟」を出した意図については、信長による義昭の傀儡化であるとする従来の通説に対する批判が出され、近年では幕府権力の立て直しを意図したものであったと考えられている。
信長は元亀元年（1570年）6月の姉川の戦いなどで、各地の敵対勢力を降していった。
一方、元亀3年（1572年）12月、武田信玄の「西上作戦」による三方ヶ原の戦いにおいて、信長の同盟者である徳川家康は敗退する。この状況をみた義昭は信玄の上洛と信長の没落の可能性を考えて、信長を切って信玄と結ぶことで政権の維持を図ろうとした。これによって、従来は信長だけでなく彼が擁立する義昭に対抗するために結ばれていた所謂「信長包囲網」は義昭を擁して信長に対峙するものに変わることになる。
元亀4年（1573年）4月に武田信玄は病死し、武田軍は甲斐に引き揚げた。これによって信長包囲網はほぼ崩壊した。
その後、信長は上洛し、一時的な和睦を経て将軍・足利義昭を河内に追放した。これにより、室町幕府は事実上消滅し、畿内に織田政権が確立したのである。その後、信長は浅井長政、朝倉義景、三好義継ら敵対勢力を滅ぼし、畿内周辺を勢力圏に収めた。

### 勢力拡大から信長の死まで
天正2年（1574年）に伊勢の長島一向一揆を鎮圧した織田信長は、天正3年（1575年）5月25日の長篠の戦いにおいて徳川家康とともに甲斐国の武田勝頼を破った。さらに8月に越前・加賀で一向宗徒を鎮圧し、同地を支配下に置くに至った。

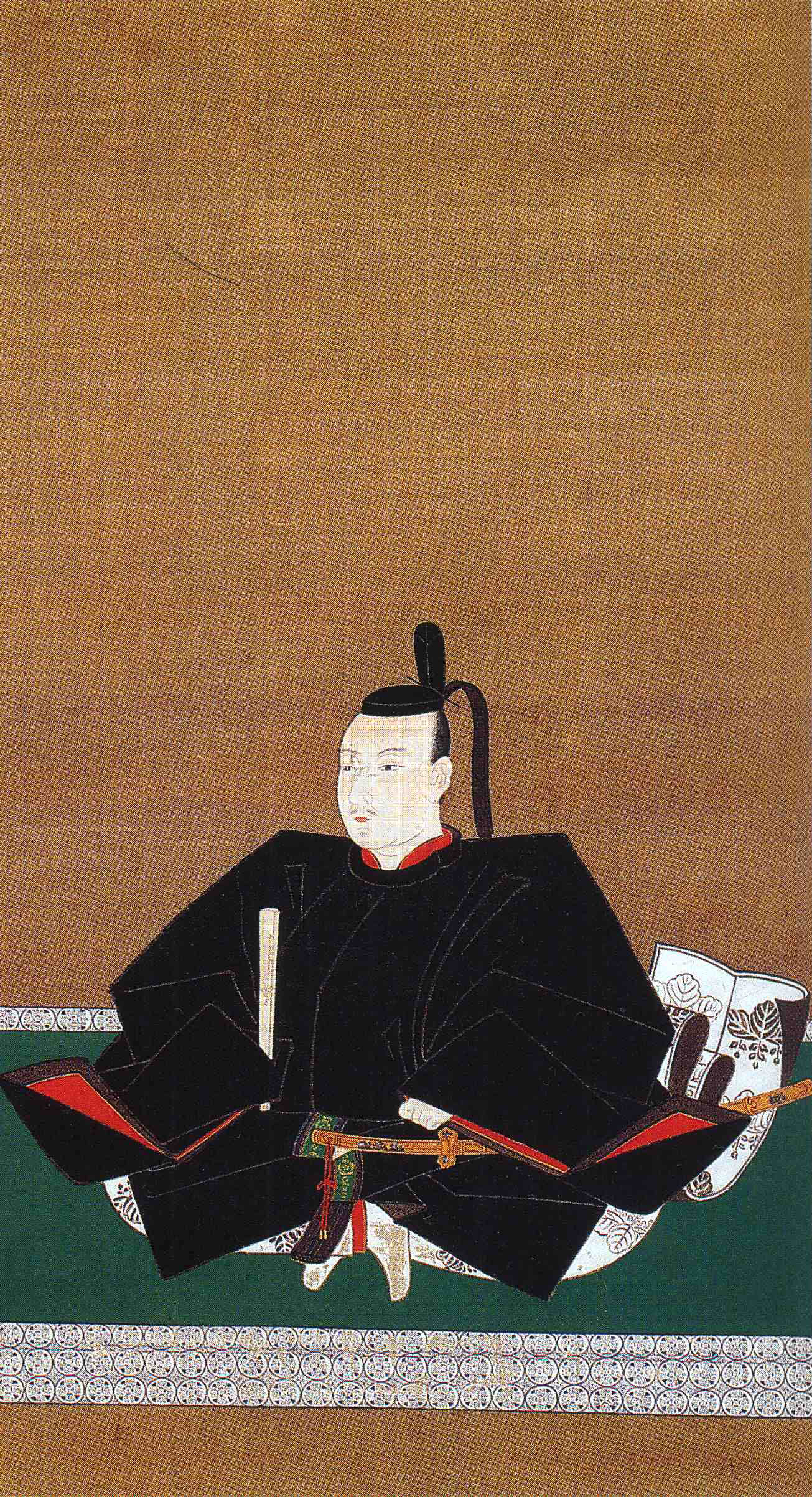
織田信忠

天正10年（1582年）、織田氏の勢力は畿内近国から、東は甲信から関東の上野にかけて、西は山陽道の備中、南海道の淡路・四国の一部にかけてという強大な勢力に伸張していた。
紀伊に関しては直接的な勢力こそ浸透していなかったが、天正8年（1580年）に石山戦争が終結した後、鈴木孫一と土橋若太夫が仲間割れして分裂し、信長は野々村正成を派遣して鈴木側に肩入れし、天正10年（1582年）1月23日には『信長公記』の記述によると、孫一が信長の承諾を得て土橋を謀殺し、信長の勢力を背景にした鈴木氏の勢力が拡大していた。
越後では上杉謙信が天正4年（1576年）に石山本願寺と講和して織田信長との同盟を破棄し、天正5年（1577年）9月に織田軍を手取川の戦いで破った。しかし、上杉謙信が天正6年（1578年）3月に死去すると、謙信養子の上杉景勝・景虎間で家督を巡る御館の乱が発生した。武田勝頼は越後へ出兵し、景勝・景虎間の和睦を調停するが、勝頼の撤兵中に乱が再発し景勝が乱を制した。これにより武田氏と後北条氏間の甲相同盟が破綻し、勝頼は景勝との同盟を強化し甲越同盟を締結した。
天正8年(1580年)3月には北条氏政が信長に従属を申し入れ、勝頼も信長との和睦を試みるが（甲江和与）、信長はこれを退けている。天正10年（1582年）3月、織田・徳川連合軍による武田領侵攻（甲州征伐）により勝頼は滅亡し、上杉景勝は北陸と信濃・上野から織田方に圧迫される。さらに景勝は越後北部からも織田方に寝返った新発田重家の反乱を受けて、危機的状況にあった。
西国では、備前の宇喜多氏を事実上従属させた羽柴秀吉が中国路の備中にまで進軍していた。
四国でも、阿波と讃岐に大きな影響力を持つ三好氏の一族である三好康長を天正9年（1581年）1月に四国に渡海させ、在国して長宗我部氏に抵抗していた三好一族を糾合させて阿波東部と讃岐に勢力を伸張させ、さらに3男の織田信孝を総大将とした軍勢を四国に渡海させようとしていた。
九州の大友氏とは天正7年（1579年）に信長が大友義統の官位叙任を奏請したことから誼を結んでおり、またこの前年に耳川の戦いで島津軍に敗れて窮地に立たされていた大友宗麟から島津義久との和睦仲介も依頼されており、その関係から島津氏ともすでに誼を通じていた。
伊達氏など奥州の諸大名も、信長に名馬や鷹を献上するなどして信長に官位叙任の奏請の依頼など誼を積極的に求めており、この頃の信長の威令は全国規模に及ぶようになっていた。
だが、天正10年（1582年）6月2日、信長は家臣の明智光秀の謀反により京都本能寺で自害する（本能寺の変）。このとき、嫡男で織田政権の後継者だった織田信忠も二条新御所で自刃した。

### 清洲会議

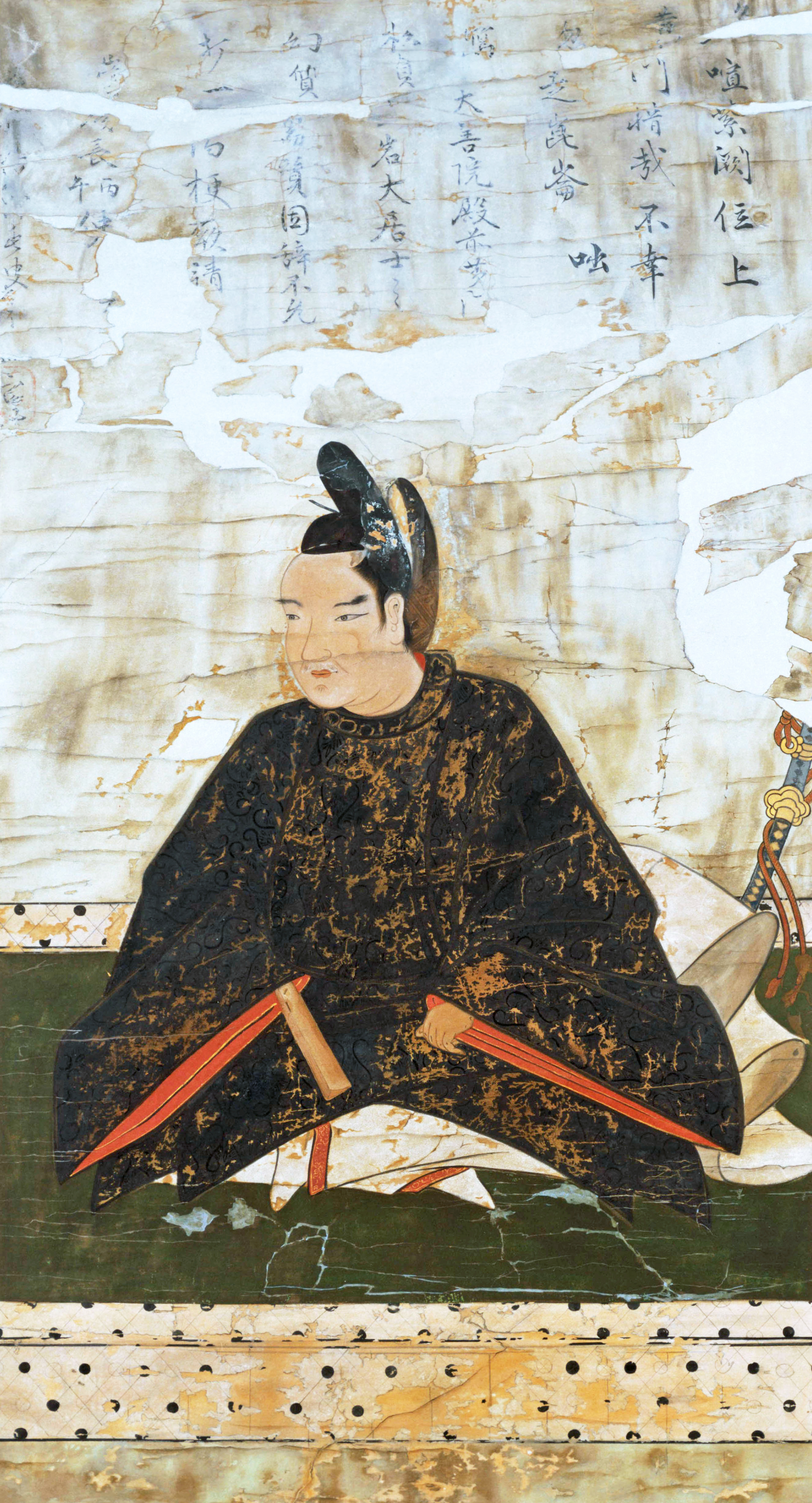
三法師（織田秀信）

その後、織田家の宿老である羽柴秀吉、丹羽長秀、池田恒興、柴田勝家が会談を行い（清洲会議）、織田氏の家督は3歳になる信長の嫡孫・三法師が継ぐことになり、安土城の修復まで織田信孝の元に滞在することとなり、信孝の美濃領有、織田信雄の尾張領有などが決定した。これを羽柴秀吉、柴田勝家、丹羽長秀、池田恒興の4重臣が合議により補佐することで織田政権の運営を行うことが決定した。

### 天正壬午の乱
本能寺の変後、北条氏は織田政権から離反し織田領国に侵攻した。徳川家康は織田政権からの許可を得て北条氏の討伐戦を行った。家康はさらに上方へ援軍の派遣を要請したが信雄派と信孝派の対立が起き、援軍の派遣は中止され、その後信雄、信孝双方から和睦の勧告があり、北条氏と徳川氏は停戦した。

### 豊臣政権の確立まで
清須会議後、信雄と信孝の間で対立が起きた。天正10年（1582年）11月、信雄派の秀吉は大徳寺で羽柴秀勝を喪主として織田信長の葬儀を行った。秀吉は柴田勝家が領国の越前に帰国し、雪で動けなくなった時期を狙い、安土城修復後も信孝が三法師を岐阜に止めた事を名分に信孝を攻撃。三法師成人までの間の織田家家督代行を織田信雄に委ねることを認めさせた。さらに賤ヶ岳の戦いで柴田勝家を倒し、秀吉の権力が強化されていった。家督代行となった織田信雄が安土城に入り城下に法令を施行し、前田玄以を京都所司代に任用するなど織田政権を動かし天下人と認識されるまでになった。
この織田家家督代行の織田信雄と羽柴秀吉が対立。徳川家康と組んだ信雄は小牧・長久手の戦いで勝利するが、戦闘を継続できずに和睦し、織田政権は実質的に秀吉の傀儡政権となった。その後、秀吉が関白になり織田政権を吸収して豊臣政権を樹立した。豊臣政権では織田信雄が領土・官位等で優遇を受けたが一大名に転落した。織田秀信・織田秀雄は豊臣一門と同様に遇された。

## 年譜
永禄11年（1568年）
- 9月7日 織田信長、京都に向け岐阜を出発。
- 9月12日 観音寺城の戦い。六角氏没落。
- 9月26日 足利義昭、信長上洛。
- 10月18日 義昭、将軍宣下。
- 10月 信長軍、大和に侵攻し平定する。
- 10月 義昭、畿内の守護職を再編。

永禄12年（1569年）
- 1月5日 本圀寺の変。
- 1月12日 織田信長、足利義昭に殿中御掟を上程。
- 8月24日 大河内城の戦い。
- 10月17日 義昭と信長との間で意見の相違。信長、岐阜に帰国。

永禄13年・元亀元年（1570年）
- 1月23日 織田信長、殿中御掟に五箇条を追加し足利義昭に上程する。
- 1月23日 信長、畿内・近国、諸国の大名らに将軍・義昭への出仕を求める。
- 4月20日 信長、若狭征伐に出陣。
- 5月 信長、湖南各城に宿将を配置。
- 6月4日 野洲川の戦い。六角氏を討伐。
- 6月28日 姉川の戦い。
- 8~9月 野田・福島の戦い。
- 9月 志賀の陣。
- 9月12日 本願寺顕如、信長に叛旗。
- 9月23日 義昭と信長、摂津の陣から撤退。
- 10月 三好三人衆、河内から南山城に進出。
- 11月 伊勢・長嶋一向一揆が蜂起。織田信興自害。
- 12月17日 信長、勅命講和により朝倉氏、浅井氏と和睦。

元亀2年（1571年）
- 5月12-16日 織田信長、伊勢一向一揆討伐のため出陣。
- 9月3日 信長、近江・金森の一向一揆を鎮圧。
- 9月12日 比叡山焼き討ち。
- 9月30日 信長、朝廷の財政支援策として洛中洛外の各町に米を貸し付ける。

元亀3年（1572年）
- 1月 近江・金森の一向一揆が再び蜂起。
- 1月 「元亀の起請文」。織田信長、近江の一向宗門徒から起請文を提出させる。
- 6月 信長、東大寺大仏殿再興のため、分国中一人につき月一銭の税を賦課する。
- 7月 織田信忠、具足初め。
- 9月 信長、近江・金森に楽市令を発布。
- 10月 武田信玄、徳川領の三河・遠江に侵攻。
- 10月 義昭と信長、毛利氏と大友氏の和睦を仲介。
- 12月22日 三方ヶ原の戦い。
- 年末頃 信長、足利義昭に17箇条の異見書を提示。

元亀4年・天正元年（1573年）
- 1 - 2月 野田城の戦い。
- 3月29日 織田信長、岐阜から上洛。
- 4月4日 信長、上京を焼打ち。
- 4月 足利義昭、信長と反目し挙兵する。
- 4月27、28日 義昭と信長、和睦する。
- 7月3日 義昭、再度挙兵し槇島城に立て籠もる（槇島城の戦い）。
- 7月18日 義昭、信長に降伏し追放される。
- 7月21日 信長、村井貞勝を天下所司代に任命する。
- 7月28日 天正に改元。
- 8月 一乗谷城の戦い。朝倉氏滅亡。
- 8月 小谷城の戦い。
- 9月1日 近江・浅井氏滅亡。
- 9月24日-10月26日 信長、一向一揆討伐のため再度伊勢に出陣。
- 9月 織田軍、近江・鯰江城の六角義治を攻撃。義治、鯰江城から退去。
- 11月5日 信長、堺に羽柴秀吉を派遣し義昭と帰洛に向けた交渉を行う。
- 11月 信長、大坂本願寺と和睦。
- 12月8日 信長、正親町天皇に譲位の儀を申し入れ。

天正2年（1574年）
- 3月18日 織田信長、従五位下に列せられ、昇殿を許される。
- 3月28日 信長、大和・東大寺に赴き、蘭奢待の切り取りを行う。
- 4月 信長と大坂本願寺の和睦が破れる。
- 7月13日-9月29日 信長、一向一揆討伐のため三度伊勢に出陣し制圧。
- 閏11月 信長、坂井利貞に分国内の道路・橋の修築を命じる。

天正3年（1575年）
- 1月 信長、公家や洛中洛外の寺社に対し荘園の直務を指示する。
- 4月 織田信長、朝儀復興を目的に公家・門跡に対し徳政令を発布。
- 5月21日 長篠の戦い。
- 6月末 信長、訴訟制度の整備を目的に三条西実枝、勧修寺晴右、中山孝親、庭田重保、甘露寺経元ら5人を奉行に据える。
- 7月 信長、家臣たちに官途と名乗りを授与する。
- 8月15日 織田軍、一向一揆征伐のため越前に侵攻。
- 10月20日 播磨の浦上宗景、小寺政職、別所長治ら上洛し信長に出仕。
- 10月 信長と大坂本願寺、再度和睦する。
- 10月 信長、妙覚寺で京、堺の豪商を集めて茶会を行う。
- 10月 播磨・但馬・飛騨の大名衆が上洛し信長に出仕。
- 11月4日 信長、権大納言に任官。
- 11月7日 信長、右大将に任官。織田信忠、秋田城介に補任される。
- 11月28日 信忠、織田家家督を相続。
- 11月6・7日 信長、公家・寺社に所領を一斉給付。

天正4年（1576年）
- 1月 織田信長、安土城の築城を開始。
- 2月 足利義昭、備後・鞆に下向。
- 4月 信長と大坂本願寺の和睦再び破れる。
- 4月 毛利氏、反織田方に転じる。
- 5月7日 天王寺の戦い。
- 5月 興福寺別当職相論。
- 6月 信長、勧修寺晴右、中山孝親、庭田重保、甘露寺経元の奉行4人に蟄居を命じる。
- 7月13日 第一次木津川口の戦い。織田方の水軍が毛利方の水軍に敗れる。
- 11月21日 信長、内大臣任官。
- 11月21日 信長、勧修寺ら奉行4人の出仕を認める。
- 11月25日 三瀬の変。北畠具教ら粛清される。
- 11月 信長、公家に新知給与を行う。

天正5年（1577年）
- 2 - 3月 紀州征伐。
- 6月 織田信長、安土城下に楽市礼を発布。
- 10月10日 織田信忠、大和・信貴山城を攻略。松永久秀自害。
- 10月23日 羽柴秀吉、播磨に出兵。
- 11月20日 信長、右大臣に任官。
- 11月 秀吉、播磨・上月城を開城させる。播磨を平定。

天正6年（1578年）
- 2月 播磨・三木城の別所長治が謀反。
- 4月9日 織田信長、朝廷に右大臣・右大将の辞官を申し出る。
- 6月14日 信長、京都で祇園会を見物。
- 9月16日 伊勢の織田信雄、伊賀に侵攻し大敗する（天正伊賀の乱）。
- 9月30日 信長、和泉・堺で鉄甲船「日本丸」を観閲。近衛前久、細川信良、一色義道ら同道する。
- 10月4日 月岡野の戦い。
- 10月 荒木村重、信長に謀反し摂津・有岡城に籠城。
- 11月6日 第二次木津川口の戦い。

天正7年（1579年）
- 5月11日 織田信長、安土城に移る。
- 5月 安土宗論。
- 8月 明智光秀、丹波攻略を完了。
- 9月 毛利方の宇喜多直家、織田方に内通。
- 11月19日 有岡城が開城。
- 11月 信長、二条新邸（二条新御所）を誠仁親王に献上する。

天正8年（1580年）
- 1月17日 羽柴秀吉、播磨・三木城を開城させる。別所長治自刃。
- 3月10日 北条氏政、織田政権に服属し領国を進上する。
- 3月17日 織田信長、本願寺と和睦。
- 4月9日 本願寺顕如、大阪本願寺から退去。
- 4月 秀吉、播磨を平定。
- 5月 秀吉、但馬を平定。
- 6月 秀吉、伯耆・鳥取城を攻略。
- 8月2日 本願寺教如、大坂本願寺を退去。
- 8月 信長、大友義鎮・島津義久間の和睦を斡旋。
- 9月21日 鳥取城主・山名豊国が出奔。鳥取城、再度毛利方に転じる。
- 9月 織田政権、大和で指出検地を実施。
- 11月 織田軍の柴田勝家、加賀一向一揆を制圧。

天正9年（1581年）
- 2月28日 織田信長、京都で馬揃えを行う。
- 3月5日 京都で再度馬揃えが実施される。
- 3月 信長、本願寺門徒の紀伊・雑賀の本願寺への参詣の安全を保証する。
- 4月 信長、和泉・槙尾寺を焼き打ち。
- 6月 信長、四国政策を転換し三好氏を支持。長宗我部氏との関係が途切れる。
- 7月 羽柴秀吉、鳥取城を包囲。
- 8月 信長、京都、堺などで高野聖数百人を殺害。高野山攻め開始。
- 8月 信長、佐久間信盛と安藤守就、丹羽氏勝を追放する。
- 9月 織田軍、伊賀に侵攻し掃討作戦を実施。
- 10月25日 鳥取城開城。

天正10年（1582年）
- 1月26日 織田信長、伊勢神宮の造営費用として三千貫を供出。
- 2月1日 木曽義昌、武田氏から離反し織田氏に従属。
- 3月1日 織田信忠軍、高遠城を攻略。
- 3月11日 武田勝頼自刃。
- 3月29日 信長、旧武田領の知行割を行う。
- 4月25日 京都で信長への「三職推任」の提案話が持ち上がる。
- 5月6日 勅使・勧修寺晴豊、安土城で信長に将軍推任を提案する。
- 5月7日 羽柴秀吉、備中高松城を包囲。
- 5月7日 信長、織田信孝に四国出兵を命じる。
- 6月2日 本能寺の変。信長・信忠自刃。
- 6月4日 秀吉、毛利氏と和睦。中国攻め結了、毛利氏服属。
- 6月13日 山崎の戦い。秀吉、光秀を破る。
- 6月19日 北条氏、織田家に謀反し、関東代官・滝川一益を攻撃（神流川の戦い）。一益、上野を放棄。
- 6月27日 清洲会議開催。織田家家督、三法師に定まる。
- 8月 徳川家康と北条氏政、信濃で対陣。
- 10月15日 秀吉、京都・大徳寺で信長の葬儀を執り行う。
- 10月28日 「織田体制」、家康と氏政に和睦を通告。天正壬午の乱終息。
- 10月 織田家家督、三法師から信雄に交代する。
- 12月10日 秀吉、柴田勝豊の近江・長浜城を攻撃。勝豊降伏。
- 12月 秀吉、美濃・岐阜城の織田信孝を降伏に追い込む。

天正11年（1583年）
- 閏1月 織田信雄、三法師とともに安土城に入る。
- 2月 羽柴秀吉、伊勢攻略。
- 3月3日 柴田勝家、北近江に出陣。
- 4月16日 織田信孝、再度挙兵。
- 4月21日 賤ヶ岳の戦い。秀吉、勝家を破る。
- 4月24日 勝家、越前・北庄城で自害。
- 5月2日 信孝、秀吉により自害させられる。
- 5月21日 信雄、前田玄以を天下所司代に任命。
- 6月下旬 秀吉、滝川一益の伊勢長嶋城を開城させる。
- 6月下旬 秀吉、信雄に天下への出入りを禁じる。
- 6月下旬~7月中旬頃 秀吉、信雄の推戴を停止。信雄、安土城から退去する。

## 特色
- 永禄12年（1569年）、「殿中御掟（でんちゅうおんおきて）」を定めた。親衛隊や取り次ぎの申次（もうしつぎ）なども当番制であり、朝尾直弘によれば「個人よりも制度の機能するもの」であった[114]。
- 宗教権力に対して世俗権力の優位を目指した（安土宗論を参照）[115]。

## 政権機構

### 中央体制
信長は尾張統一時代から自らに権力を集中する体制を築いていた。信長の下に連枝衆（織田信広、織田信包ら一族）、家老衆、馬廻衆、吏僚衆、近臣衆、武将衆と言った具合である。これらの内、近臣衆と馬廻衆は信長から見出された人材が就任するケースが大半で、尾張時代にこの地位にあった原田直政、羽柴秀吉、丹羽長秀、滝川一益らはいずれも大名に出世している。武将衆では譜代と外様に分かれており、譜代に柴田勝家、佐久間信盛、森可成らが、外様には西美濃三人衆や佐治為興、水野信元らがおり、信長は外様統制の一環として婚姻策を用いている。
この体制は美濃に進出すると組織が肥大化し、また美濃支配と共に優秀な人材が増加したため、馬廻衆とは別に小姓衆も組織化され、この組織には嫡男以外の男子、すなわち前田利家、佐脇良之、万見重元らが所属した。彼らは信長の側近として権勢を振るう一方、取次や側近としての役割を果たし、年齢が長じては大名などのエリートコースも約束されていた。
信長が上洛を果たし、畿内を支配下に置いて政権の体制を成すと、旧政権の三好政権や室町幕府からの人材として明智光秀、松永久秀、荒木村重、細川藤孝らが加わり、またそれによってさらに組織が肥大化し、特に信長の権力が強大化したため、信長の吏僚衆・近臣衆だけでも右筆・同朋衆、奉行衆（側近）、奉公衆（代官）に分かれる事になった。
信長が嫡子・信忠に家督を譲ると、織田家の当主となった信忠には信長とは別の組織が付属され、家老衆に河尻秀隆、側近衆に前田玄以らが付属されている。

## 評価
信長が天下人として統一事業（天下布武）を推し進めた政権の過程には、室町幕府の滅亡と戦国時代の終結という時代の画期があり、強力な中央政権の基礎を築き、のち豊臣政権や、豊臣政権を解体しつつ継承した徳川家康による江戸幕府に継承されていった点でも、日本史における近世の創始と通俗的には位置づけられている。また、多くの歴史家たちも、織豊政権を「戦国大名の歴史的な到達形態」「室町後期以来の小領主の結合の必然的な結論」と位置付けている。
黒田基樹によれば、こうした評価が織田政権、豊臣政権に対する一般的な評価であると指摘している。その上で、この評価は、「結果論から必然性を探る、典型的な予定調和論」であると指摘している。今谷明も「日本の近代化にはいくつもの可能性がある複数のコースがあった」と反論している。
2010年代の歴史学では、本能寺の変後、少なくとも天正11年（1583年）の6月までは「織田体制」として政権は機能していたとされている。